# Antiguidades Judaicas
Antiguidades Judaicas (do latim Antiquitates Judaicae), também conhecida em português como Antiguidades dos Judeus, é uma obra composta pelo historiador judeu Flávio Josefo entre os anos de 93-94. A obra foi composta em grego para os patronos romanos de Josefo, e constitui-se em uma narração da história hebraica desde a criação de Adão e Eva até a Primeira Guerra Judaico-Romana. É considerada a mais importante obra de Flávio Josefo e uma das maiores de toda a antiguidade. Esta obra é, às vezes, traduzida para o português como História dos Judeus.
Josefo provavelmente usou o trabalho de Nicolau de Damasco com fonte para a história de Herodes (Ant. 15-17) porque, quando termina Nicolau, na época de Arquelau, o relato de Josefo se torna mais resumido; outras partes das Antiguidades também parecem ser derivadas de Nicolau.